# 天野正治
天野 正治（あまの まさはる、1935年11月23日-　）は、日本の教育学者、筑波大学名誉教授。教育哲学、比較・国際教育学専攻。

## 来歴
満州奉天生まれ。広島県出身。1958年東京教育大学卒。64年同大学院教育学研究科博士課程単位取得退学。1965年「Spranger陶冶理想論の研究」で教育学博士。ベルリンのマックス・プランク教育研究所に留学。1966年国立教育研究所所員、1973年東京教育大学教育学部助教授兼任、ボン大学客員教授、1984年国立教育研究所第一研究部長、1985年筑波大学教育学系教授、99年定年退官、名誉教授、聖徳大学教授、2006年退職。

## 著書
- 『現代ドイツの教育』学事出版 1978
- 『西ドイツ教育の語るもの 私の教育の旅』学文社 1981
- 『西ドイツの教科書事情』教科書研究センター 現代教科書問題講座 1983
- 『日本とドイツ教育の国際化』玉川大学出版部　1993
- 『シュプランガーの陶冶理想論』玉川大学出版部 2010

### 共編著
- 『福祉国家における教育』中嶋博,鈴木慎一共著 南窓社 1965
- 『世界教育史大系 12 ドイツ教育史 2』共著 講談社 1977
- 『現代教育問題史 西洋の試みとの対話を求めて』市村尚久、岡田渥美、松島鈞、宮澤康人、村山貞雄共編 明玄書房 1979
- 『現代に生きる教育思想 第5巻 ドイツ 2』編集 ぎょうせい 1981
- 『世界の幼児教育 5 ドイツ』岩崎次男共編集 日本らいぶらり 1983
- 『戦後教育の展開 一九六〇年版-一九九一年版まで 各年史 西ドイツ』編著 エムティ出版 1991
- 『ドイツ統一と教育の再編』木戸裕、長島敬記、大塚豊共著 成文堂 ブロシューレ 1993
- 『国際理解教育と教育実践 第9巻　国際理解教育における帰国子女教育』編　エムティ出版 1994
- 『ドイツの異文化間教育』編著 玉川大学出版部 1997
- 『ドイツの教育』結城忠,別府昭郎共編著 東信堂 1998
- 『新・現代教育要論 教職教養の教育学』松島鈞,志村鏡一郎共監修 巽幸孚,鈴木三平編 日本文化科学社 2000
- 『多文化共生社会の教育』村田翼夫共編著 玉川大学出版部 2001
- 『現代学校教育要論 教職教養の教育学』松島鈞,志村鏡一郎共監修 鈴木三平, 巽幸孚編 日本文化科学社 2002

### 翻訳
- マックス・プランク教育研究所研究者グループ『西ドイツの教育のすべて』監訳 東信堂 1989
- ヘルマン・レールス,ハンス・ショイアール編『現代ドイツ教育学の潮流 W.フリットナー百歳記念論文集』訳者代表 玉川大学出版部 1992
- クリストフ・フュール『ドイツの学校と大学』長島啓記,木戸裕共訳 玉川大学出版部 1996
- マックス・プランク教育研究所研究者グループ『ドイツの教育のすべて』木戸裕 長島啓記共監訳 東信堂 2006

## 論文
- Cinii